# Fene (kommunhuvudort)
Fene är en kommunhuvudort i Spanien.   Den ligger i provinsen Provincia da Coruña och regionen Galicien, i den nordvästra delen av landet, 500 km nordväst om huvudstaden Madrid. Fene ligger 274 meter över havet och antalet invånare är 14 165.
Terrängen runt Fene är kuperad åt sydost, men åt nordväst är den platt. Runt Fene är det ganska tätbefolkat, med 80 invånare per kvadratkilometer. Närmaste större samhälle är Ferrol, 7,9 km nordväst om Fene. I omgivningarna runt Fene växer i huvudsak blandskog.